# Зуйков, Георгий Петрович
Зуйков Георгий Павлович (1904, село Каменка Новоторжского района Калининской области—1963) — советский хозяйственный деятель, директор Ленинградской областной оптово-торговой базы, основной фигурант громкого уголовного дела по обвинению группы работников Ленинградской торговли в хищении государственной собственности и взятках.

## Биография
Свою карьеру Зуйков начал в 1920-е годы, во время Новой экономической политики, работал в частных торговых предприятиях. После свёртывания НЭПа он перешёл на работу в государственную торговлю. Уже в то время начал заниматься систематическими хищениями товаров, строительных материалов, денежных сумм, давать взятки. В 1934 году Зуйков вместе с группой других работников торговли был арестован и впоследствии осуждён на 10 лет в исправительно-трудовых лагерях. В 1936 году ему удалось добиться освобождения от наказания через суд. Впоследствии, чтобы вернуться к работе в торговле, Зуйков изготовил несколько поддельных справок о собственной реабилитации.
В годы Великой Отечественной войны Зуйков жил в блокадном Ленинграде, работал в учреждениях по снабжению населения продовольственными товарами. В то время ему удалось собрать большое количество материальных и культурных ценностей, выменивая их на продукты. В 1943 году был награжден медалью «За оборону Ленинграда».
В июне 1954 года Зуйков был назначен на должность директора Ленинградской областной оптово-торговой базы Управления торговли Ленинградского облисполкома — одного из важнейших торговых учреждений региона. Эту должность он занял благодаря протекции тогдашнего первого секретаря Ленинградского горкома КПСС Фрола Романовича Козлова. По воспоминаниям старшего следователя ленинградской прокуратуры А.И.Кирпичникова, Зуйков неизменно «оплачивал приемы гостей в Смольном».
За восемь последующих лет Зуйков систематически организовывал крупные хищения продукции путём её списания и распродажи через свои связи в магазинах города, давал взятки как лично, так и в качестве посредника, продолжал скупать иностранную валюту и золотые изделия. Большую часть накопленных ценностей он прятал в могиле своей дочери на Волковском кладбище Ленинграда.
Возглавляемая Зуйковым база привлекла внимание правоохранительных органов в конце 1950-х годов. Несколько её работников были арестованы по обвинению в хищениях, но доказать причастность к ним директора базы не удалось. За Зуйковым было установлено наблюдение, которое зафиксировало его еженедельные визиты на кладбище. 10 июля 1962 года Зуйков был задержан. Во время обыска в его квартире было обнаружено ценностей на 10 тысяч советских рублей. Вскоре был обнаружен и тайник в могиле дочери Зуйкова, где в трёх зарытых в землю бидонах были обнаружены крупные материальные ценности: около 12 килограммов золотых монет, 5 160 долларов США, 11 золотых слитков, 5 золотых пластин, 3 рулона золотой фольги, многочисленные золотые изделия, а также некоторое количество драгоценных камней.
В ходе следствия Зуйков долгое время пытался переложить собственную вину на своего умершего ранее заместителя Бажулина, который, по его словам, занимался хищениями и прятал ценности в могиле его дочери. Впоследствии он всё же написал чистосердечное признание. 24 июня 1963 года Ленинградский городской суд признал Георгия Петровича Зуйкова виновным в хищениях государственного имущества в особо крупных размерах, нарушениях правил валютных операций, взяточничестве и приговорил его к высшей мере наказания — расстрелу. Приговор был приведён в исполнение.
Современные исследователи полагают, что судебные процессы начала 1960-х годов против ответственных работников ленинградской торговли были спровоцированы желанием группы заговорщиков во главе с Леонидом Брежневым сместить с должности второго секретаря ЦК КПСС Фрола Романовича Козлова. С этой целью КГБ СССР и МВД СССР провели большую оперативную работу в Ленинграде, где до своего перевода в Москву в качестве руководителя города работал Козлов. Помимо Зуйкова, к уголовной ответственности были привлечены десятки других торговых работников, в том числе и начальник Управления торговли Ленинграда Анатолий Романов. В ходе расследования был получен ряд компрометирующих показаний на ряд чиновников города, в том числе на председателя Ленинградского горисполкома Николая Ивановича Смирнова, который к тому времени уже погиб в автомобильной катастрофе. Хрущёв, узнав о вскрытых следствием многочисленных махинациях в торговле Ленинграда, вызвал к себе Козлова и устроил ему скандал, спровоцировавший инсульт и отстранение его от работы по состоянию здоровья.
Дело Зуйкова легло в основу известного советского фильма «Два билета на дневной сеанс».